# BT63基因改造水稻事件
BT63基因改造水稻事件是一起中華人民共和國基因改造事件，事件跨度多年，影響範圍逐漸遍及全球。該事件究竟有利還是有害，因學術界各有爭論，目前尚未定性。

## 事件
1998年官方成立的973项目中启动了一項《农作物核心种质构建、重要新基因发掘与有效利用研究》的项目，中科院院士、華中農業大學教授张启发參與其中，於2003年左右成功育種BT63基因改造水稻，該種水稻抗蟲性極強，幾乎不用噴藥就能避免大多數蟲害，引起一陣業界和學界的震動，其對中國農業的潛在利益巨大。
但是官方對此還是採取保留謹慎態度，只先准許小規模試種於校園專田中，之後有推廣1200畝的農民試種，但試驗後所有種子均要回收，作物都要銷毀。由於官方計畫中有包含日後產業化的計畫，所以张启发在校外以董事身分和若干投資者成立了柯尼爾農業技術公司，张启发表示該行為官方知情並已准許，透過柯尼爾公司能預先網羅市面上的農業大廠和有興趣的投資者，讓他們在研發試驗階段就有所參予並知情，對後續不論是成功或失敗都有管理上的好處。
然而因為研究小組本身沒有製造育種能力，所以在1200畝試種階段有委外育種，可能此時有種子外流，同時整個研發全過程中學者並沒有認為水稻種子是什麼危險物品，所以也沒有概念去做任何保安，試驗田也沒有任何封鎖，所以華中農業大學校內有種子外流的可能性也存在。直到2008年下半開始有事件爆發，公眾逐漸得知武漢附近一帶出產的稻米都是BT63基因改造，已經流入市面，而且出口歐盟的稻米累積有近百批被檢出有BT63基因，事件逐漸擴大，在2014年4月央視記者的抽查中，市售稻米隨意採樣5包中有3包含有BT63基因。
中华人民共和国农业部表明，BT63改造水稻經過十年以上驗證，目前只通過安全認證，但最終的商業銷售認證還未通過，並不准許市售，售賣者皆是非法。